# 聖獣魔伝ビースト&ブレイド
『聖獣魔伝ビースト&ブレイド』（せいじゅうまでん ビースト アンド ブレイド）は、日本の出版社メディアワークス（現アスキー・メディアワークス）の雑誌『電撃スーパーファミコン』で一部と二部が、『電撃アドベンチャーズ』で三部と四部が連載された読者参加型RPGである。5年強にわたる長期連載企画であったが、第四部は『電撃アドベンチャーズ』休刊とともに終了した。
独自にプレイ出来るムック本としてパワーブックが出版されている。
企画・製作はORG。ゲームデザインは和栗あきら。イラストレーターは出光秀匡（一部～四部、パワーブック）、此路あゆみ（二部）、中北晃二（三部～四部）、結城信輝（パワーブック）、鶴田謙二（パワーブック）、豊増隆寛（パワーブック）。

## 概要
ストランドル世界を中心とした、剣と魔法のファンタジー。光と闇の女神の間で数万年続く「聖魔戦争」において、人間族による第五の「聖魔戦争」が開始されたことから物語が始まる。

### ビースト
本作品の最大の特色は、モンスターを仲間にすることができる点にある。獲得したモンスターは「ビースト」、第1聖獣王となったプレイヤーは、最大3匹までのビーストを仲間にできる。ビーストは戦闘によってレベルアップする。主人は「ビーストマスター」と呼ばれる。獲得できるビーストは多種多様にわたり、名前をつけることができ、パラメータも存在した。読者はこれらの「ビースト」を武器に、光と闇の両陣営に分かれ、聖魔戦争へと身を投じることになる。

## ストーリー
光と闇の女神の激しい対立が続いていた世界に、ある日それぞれの女神から密命が下った。「獣の剣と呼ばれる秘宝を探し出せ」。女神たちから啓示を受けた11人の聖獣王と11人の魔獣王は、ひと振りの剣をめぐり、戦いを始めることになる。

## 設定

### 聖魔戦争
聖魔戦争とは、「至高神」によって司られた光と闇の女神によって断続的に行われる地上の支配をめぐる戦争である。ただし、女神同士が直接戦うのではなく、その時々に選ばれた種族が光と闇の陣営に分かれて代理戦争を行う。
 担い手に選ばれた種族には女神から戦うための「武器」を与えられる（何を決戦の武器にするかはその種族が決められる）。また、戦いの導き手として光と闇の陣営それぞれに同数の「王」が選ばれる。
「王」はより強化された「武器」が与えられ、光と闇それぞれ定められた人数に達した時、最終決戦となる。戦いの決着は、一方の「王」らを全滅させる形でとられている、敗れた側は壊滅的な状況になり、ほぼ地上から姿を消すことになる。そして次の種族へと聖魔戦争は引き継がれていくことになる。
 聖魔戦争の目的は謎である。作中の伝承では至高神の妃選びとされているが、それが真実かどうかはわかっていない。聖魔戦争の意味、最終的な目的、司高神の真意など、作中を通して謎となっており、物語の骨格となっている。以下に歴代の聖魔戦争の概要を記す。
一次聖魔戦争 （時期不明）～七つの野の戦い～
選ばれた種族は天族（エンジェル）。与えられた武器は「パワー」（魂、理力）。光と闇の天使からそれぞれ4人の王が選ばれた。戦いは7つの世界にまたがって行われた。結果は闇側の勝利に終わる。光の天使たちは天界へと追い払われ、闇の天使は魔族として、地上と妖精界を除く世界に君臨した。失った世界は五層冥府と知られている。
第二次聖魔戦争 （4000年前） ～聖峰ハイネスの死闘～
竜族が選ばれる。与えられた武器は「ブレス」（歌）。竜が吐く魔法のブレスの事だが、「歌」と呼称されるあたり特別な力があった模様。聖竜皇（光側）と魔竜皇（闇側）でそれぞれ9皇が選ばれ聖峰ハイネスで死闘が繰り広げられた。当初は闇側が優勢であったが、光と闇以外の女神の介入があったらしく、光側の勝利。生き残った闇の竜は冥府へと姿を消した。この戦いから余計な横槍が入らないように、「戦いの女神」が監視進行役として選ばれた。
第三次戦争 （1300年前）～王冠戦争～
巨人族（タイタン、古族ともいう）が選ばれる。与えられた武器は「魔法の剣」。地上に住む光のタイタンと、地底に住む闇のタイタン達が激突した。この戦いがいままでと様相が違ったのは「力の王冠」と呼ばれる物が地上に下されることにあった（ちなみに三次以降の聖魔戦争では、なんらかの決戦兵器が地上に下されることになる）。決戦の最中、この力に恐れた「聖剣王」（光側）は王冠とともに姿を消し、闇側の一方的な勝利に終わった。以降、光のタイタンは全滅する。この戦いは謎が多かった模様。
またこの戦いの生き残りの「魔剣王」（闇）が、以降の人間の戦いに加担する事があった。
第四次聖魔戦争 （490年前）～輝きの森の戦い～
妖精族の戦い（担い手としては、巨人族の戦いが始まった段階で決まっていた）。与えられた武器は「魔道」（魔法）。選ばれた王は13人。「白い森の光のエルフ」、「黒い森の闇のエルフ」に別れ最終決戦は行われた。この戦争の前後あたりから戦いの規模は大きくなっていく。戦いは中立であったはずの「銀のエルフ」の加勢により、光側が優位にたち、さらに決戦兵器・「魔導の杖」（至高神により下された）の使用により、黒の森共々、闇のエルフは瞬時に全滅した。ただ、杖を発動させたのは闇側で、最後に使ったのは光側と、なにかと謎が多い。この影響から黒の森は湿原（スネイラント）へと変わり果てた。杖の使用による衝撃から、光のエルフは白の森をテリトリーとして鎖国状態に入った。
第五次聖魔戦争（一部スタート時）～獣王戦争～
人間が選ばれた。エルフの戦いの段階で宿命付けられており、エルフの戦いが決着して以降、戦いのための準備をはじめた。タイタンやエルフに比べると非力な人間が、ほかの種族に対抗することができる力を得る象徴的なことでもあった。光と闇の間で交渉が行われ、生き物を自由に使う力「ビースト」を武器に選んだ。ゆえに「ビースト」を扱う能力があるのは人間のみでエルフやタイタンは扱うことができない。
ゲームは「ラッシュ」が最初に戦いの導き手として選ばれた事からスタートする。なおこの戦いで下された最終兵器「獣の剣」は生命の女神の竜珠剣である。
第六次聖魔戦争
亜族が選ばれた。これまでの聖魔戦争の反省から、暴力に頼る愚を冒さず、「言葉」を武器に選んだ。戦争自体は本作中では行われなかった。

### ビースト
この読者参加型RPGの最大の特徴であり、システムが「ビースト」である。「モンスター」の中で従属させられる存在のことを指す。主人は「ビーストマスター」と呼ばれ人間のみに与えられた権利。能力自体は獣を司る「生命の女神」が授けた。ただ無制限に力を授けるのではなく、従属できるビーストは一人につき三匹までに限定した（これはゲームシステムにも反映されている。ただし例外的に「4匹目」として従属可能なビーストもいる）。三匹従属させている者を「アークマスター」と呼ぶ。
作中で使役できる「ビースト」の存在は所謂、モンスター的な存在だけにとらわれていない。魔物、天使、悪魔、竜、龍、非生物、神話伝承・創作物語の存在、またゲームオリジナルモンスター、二部と四部では読者からの応募モンスターも登場している（ただし四部複数の候補から読者選考アンケートにより選出）。使役できる存在を一括して「ビースト」と呼称している。ビーストの種類は、作中に登場しただけでも百種をゆうに超える。
ビーストを仲間にする方法は様々で、捕まえる、餌付け、調教、交渉、契約、銀魔法（作中内では非生物を支配する魔法）、賞品など、読者の行動で判定される。中には従属（マスター側が）、結婚など特殊な形態もある。

### 至高神と七人の女神
この世界では至高神と七人の女神が治めている考えられている。至高神および、七人の女神にはそれぞれ七人の下級神が使えているとされる。
至高神
万物の創造主とされる男神。聖魔戦争を司るとされる。謎が多い。
光の女神
光と正義、理性を司る女神。
闇の女神
闇と感情の女神。聖魔戦争の当事者の一人。決着のつかない聖魔戦争にしびれをきらし、至高神に戦いを挑むため、竜珠戦争（第二部）をおこした。
戦いの女神
戦いを司る女神。戦いをこよなく愛する。
大地の女神
大地や水を司る女神。いつも眠たげで褐色肌。
新しき女神
変革や進化を司る気まぐれな女神。第三部でのこの女神の謎が明らかになる
生命の女神
慈愛と生命の女神。人間にビーストの力を与えた。謎の女神。
古の女神
安定や古来から伝わる知識を司る女神。

## ゲーム進行の流れ
各部基本的なゲーム参加への構成は同じである。
情報サービス
前回の読者参加の行動を元に、ゲーム上で何が起こったかを元にニュース形式で告知するページ。
また参加回の、世界各地で発生する情報も告知されるためこの、情報を元にある程度の、キャラクタ行動の指針にすることができる。
ランキング発表
ゲーム上で重要な行動や、レベルアップを行った参加者をランキング形式で発表される。
大抵は、第一部では聖（魔）獣王、第二部では竜球王など、ストーリィ上のキーアイテムなど獲得した参加者がトップになることが多い。
ランキング20前後までは、参加者の具体的な行動を一行のみで、表記されている。ランキング選定基準は明らかにされていなが、各部の最終ランキングでは、キャラクタと所有ビーストのレベルを足した総合値で、順位が発表された。
ストーリィ
各部、主人公を元にした2P前後の小説。各部の物語の基本的な流れになる。世界や事件の真相が語られることもあり、ゲームに参加する上で重要になる。
物語の本筋から外れた行動も可能である。
ビースト情報局
参加回に獲得可能なビーストを担当絵師のイラストとともに紹介するページ。ゲーム上では紹介されたビースト以外のビーストの獲得もできる。
作中の情報や、返信はがきの情報結果から、ビーストの存在を推測する必要がある。
キャラ作成
キャラクタを作成する。[能力]と[技能]とに分かれており、各参加回ごとに、キャラクタの能力を決める必要がある。
能力、技能ともにポイントが決められており、どのキャラクタも定められたポイント内で、キャラクタを作成しなくてはならい。
キャラクタは一部、二部では人間のみの作成であったが、三部、四部からは、亜人、エルフも作成可能になった。
種族ごとに、選択できる能力値や技能など変化がある。ちなみにビーストを獲得できるのは人間だけである。
装備の購入
各部ごとの、キャラクタの装備を購入する。イラスト付きの簡単な解説があり。簡単な武器から、特殊行動に必要なアイテムから購入可能。
アイテム紹介の内容から、作中に発生するイベントの推測などが可能である。
装備の購入
各部ごとの、キャラクタの装備を購入する。イラスト付きの簡単な解説があり。簡単な武器から、特殊行動に必要なアイテムから購入可能。
アイテム紹介の内容から、作中に発生するイベントの推測などが可能である。
パーティ
各部参加回ごとに、NPCを同行させることができる。選ばなくてもいい。イラストつきで、NPCの自己紹介が乗っており、主にゲーム上にイベント
発生に関係してくる。
今回の行動
キャラクタにとらせる行動を、選択可能。リストから選ぶ必要があり、行動とその動機、行動する拠点を地図から選択する。
キャラクタに取らせたい行動に近いものを選び、投稿はがきには、メッセージ欄にて、具体的な行動を記述する。
スタッフによると、メッセージ欄にはどんな行動をとらせたいか、書けばよいらしく、行動の結果を予測して書く必要はないとの事。
読者クラブ
参加者のコメントに、スタッフが返答する形式である。
イラストギャラリィ
往復はがきには、キャラクタのイラストを描けるスペースがあり前回参加者のイラストを発表される。
重要な行動（獣王、竜珠王など）をとった参加者のイラストが掲示される場合が稀にある。

## 投稿から返信
投稿
上記のゲーム進行の流れを踏まえ、連載雑誌に付随した専用往復はがきを使用しゲームに参加する。はがきには、キャライラスト、装備欄、能力欄、行動欄、動機欄が記載されている。各欄には雑誌中に対応した記号を記述する。行動欄にはキャラに取らせたい行動に近い記号を選び、詳細な内容はメッセージ欄に記入することになる。
返信
往復はがきの返信側には、キャラクタID（キャラの状態を管理する暗号）ビースト欄、行動結果欄、返信情報欄、特殊メッセージ欄が記載されている。
キャラクタID欄にはレベルアップが行われた場合、レベル数と、管理IDが印字される。レベルアップすることにより、IDが払い出されるシステムなので、原則レベルアップが行われない限り、運営側で管理されない（つまりレベルアップしなければ、何度でも違うキャラ作成が可能）。
ビースト欄には獲得したビーストがある場合、記号が印字される。この記号は連載中の雑誌において対応した記号から、内容を確認することができる。ビーストにもレベル、状態IDが存在する。物語上の理由により、ビースト欄は3匹分のみ。
 行動結果にはキャラの行動結果など数字で記されている。連載雑誌で内容を確認することができる。
返信情報欄には、A～Fのボックスに数字が印字されており、次回参加時に関する、連載に公表されない情報を獲得することができる。読み方は、雑誌中の対応表に意味する語句を置き換えて、AからFへつなげていく。例：A欄30（地下迷宮）B欄57（死霊）C欄86（倒された）と印字されていた場合、「地下迷宮の死霊はたおされた」、の意味になる。

## 各部概要
各々の部にはそれぞれ、キーアイテムが設定されておりそれを巡る展開が物語の中核となっている。
一部は「聖獣、魔獣」。二部は「竜珠」。三部は「ジュエルナイト」四部は「石版の欠片」といった具合にである。
聖獣魔伝ビースト&ブレイド 第一部 獣王戦争編
主人公はラッシュ。第五次聖魔戦争勃発時から戦争終結に至るまで描かれる。戦争の終結は、「半永久的に先のばしする」ことで決着を迎えた。
聖獣魔伝ビースト&ブレイド 第二部 七人の女神
主人公はルビー。第五次聖魔戦争終結後から10年後が舞台。闇の女神による至高神への反乱を契機に、他の女神を巻き込んだ竜珠戦争が勃発する。至高神の謎と世界の行末に至るまでが描かれた。
聖獣魔伝ビースト&ブレイド 第三部 ジュエルナイト編
主人公はハークシール。第二部終了に伴い、『電撃アドベンチャーズ』第14号から連載を開始した。
聖獣魔伝ビースト&ブレイド 第四部 天界の矢編
主人公はアルト。

## コンピュータゲーム
1996年12月15日にBPSより発売された。対応機種はスーパーファミコン。